# The Carnival
Wyclef Jean Presents The Carnival Featuring Refugee All Stars lub skrótowo The Carnival – pierwszy album studyjny amerykańskiego rapera Wyclefa Jeana.

## Lista utworów
1. "Intro/Court/Clef/Intro" (Skit/Interlude)
2. "Apocalypse"
3. "Guantanamera" f. Celia Cruz
4. "Pablo Diablo" (Interlude) f. Crazy Sam & Da Verbal Assassins
5. "Bubblegoose"
6. "Prelude to "To All the Girls" (Interlude)
7. "To All the Girls"
8. "Down Lo Ho" (Interlude)
9. "Anything Can Happen"
10. "Gone Till November"
11. "Words of Wisdom" (Interlude)
12. "Year of the Dragon" f. Lauryn Hill
13. "Sang Fézi"
14. "Fresh Interlude"
15. "Mona Lisa" f. Neville Brothers
16. "Street Jeopardy"
17. "Killer MC" (Interlude)
18. "We Trying To Stay Alive" f. John Forté
19. "Gunpowder"
20. "Closing Arguments"
21. "Enter the Carnival" (Interlude)
22. "Jaspora"
23. "Yele"
24. "Carnival"